# Svislatj (vattendrag i Belarus, Mahiljoŭs voblast)
Svislatj (belarusiska: Свіслач, ryska: Svisloch’) är ett vattendrag i Belarus.   Det ligger i voblasten Mahiljoŭs voblast, i den centrala delen av landet, 110 km sydost om huvudstaden Minsk.